# Martín Arturo Malharro
Martín Arturo Malharro (Bell Ville, Córdoba, Argentina, 11 de octubre de 1952 - Buenos Aires, 11 de mayo de 2015) fue un periodista, escritor y docente argentino, bisnieto del célebre y homónimo pintor Martín Malharro.

## Méritos
Fue uno de los docentes más destacados en Periodismo de la UNLP y su primer Doctor en Comunicación Social.
- Licenciado en Ciencias de la Información.
- Profesor en Comunicación Social de la Facultad de Periodismo y Comunicación Social de la Universidad Nacional de La Plata;
- Director Titular de la Cátedra Libre de Periodismo de Investigación “Rodolfo Walsh”. Facultad de Periodismo y Comunicación Social de la UNLP.
- Profesor Titular de la Cátedra de Taller de Producción Gráfica III de la Facultad de Periodismo y Comunicación Social.
- Doctor en Comunicación.

## Trayectoria
Trabajó como periodista en el diario Nuevo Sur y en las revistas: 
- El Porteño;
- Siete Días;
- Los Periodistas;
- Página/30 y
- Humor Registrado

## Libros
- Historia del Periodismo de Denuncia y de Investigación en la Argentina. De La Gazeta a Operación Masacre (1810-1957), en coautoría con Diana López Gijsberts. Ediciones de Periodismo y Comunicación N.º 14. La Plata: UNLP, 1999.

- La Tipografía del Plomo. La Prensa gráfica de 1976 a 1983.
- La Marca de Caín. Historia de la Triple A (Investigación periodística sobre el comando de ultraderecha que actuó entre 1973 y 1975).
- Operación Cóndor: La Toma Olvidada de Malvinas.
- Los grandes medios gráficos y los derechos humanos en la Argentina (1976-1983). (Director: Alfredo Alfonso. Codirector: Jorge Bernetti), tesis acerca del comportamiento de cuatro grandes diarios argentinos (Clarín, La Nación, La Prensa y La Opinión) durante la dictadura.

Novelas
La balada del Británico, tetralogía compuesta por:
- Banco de Niebla (novela policial negra), con prólogo de Juan Sasturain. La Plata: EDULP, (2007) ISBN 978-950-34-0416-4
- Calibre.45 (novela policial negra), con prólogo de Ricardo Ragendorfer. Mil Botellas Editorial, La Plata, (2010). ISBN 978-987-25747-1-0
- Carne seca. Mil Botellas Editorial, La Plata, (2012).
- Cartas marcadas. Mil Botellas Editorial, La Plata, (2015)

## Muerte
En la tarde del lunes 11 de mayo de 2015 sufrió un infarto en el baño de su casa de la Capital Federal, cuando se preparaba para asistir a la Facultad de Periodismo en La Plata, donde daba clases como titular de Gráfica 3. 
La noticia se conoció a la tarde: su equipo de cátedra se enteró del fallecimiento de Malharro apenas iniciaba la clase de Gráfica 3 y, con gran costernación, lo comunicó a los alumnos. 
La sorpresiva novedad fue destacada por medios platenses y del interior.
Para recordarlo y atesorarlo como el gran docente de escritura e inspirador de tantas generaciones de alumnos y cronistas marcadas y marcados por sus enseñanzas en Gráfica 3, la Facultad de Periodismo y Comunicación Social (UNLP) decidió homenajearlo con un acto en el aula 5 del edificio Presidente Néstor Carlos Kirchner (Diagonal 113 y 63 de La Plata). Extrañamente, contradiciendo el ejemplo de Malharro, la cátedra que fundó fue transformada luego de su muerte en una materia ya no anual, sino cuatrimestral.